# でたぁーっ わんつーぱんつくん
『でたぁーっ わんつーぱんつくん』は、ガモウひろしによる絵本。

## 概要
- 2008年5月15日、わくわくキッズブック（集英社）のシリーズの一つとして刊行された。現在までに、合計3巻が発行されている。
- 洋服達の世界「あぱれるワールド」の物語。登場する洋服は擬人化されている。正義感あふれる「ぱんつくん」達と、いたずら好きの「みーぐるーぷ」との戦いをコミカルに描いたギャグテイストの作品である。
- 『とっても!ラッキーマン』などの過去の作者の作品に登場する漫画キャラクターやそれらのネタも頻繁に登場し（スター・システム）、旧来のガモウファンを楽しませる内容になっている。
- 『DEATH NOTE』の原作者である大場つぐみはガモウと同一人物という説があるが、この絵本には、『DEATH NOTE』に登場する死神、Lを名乗るパンツ、ノート・リンゴ・時計のイラスト、また「しんせかい きらワールド」の文字が描かれており、ガモウと大場の接点を匂わしている。
- 絵本の帯には、大場が「こんな対象年齢のわからない本はみたことがない（失笑）」との推薦コメントを寄せており、2巻の帯には「よいこはみちゃダメ!!」と記されている。子供向けの絵本であるが、漫画ネタ、芸能ネタ、はては下ネタなど子供が理解できないような内容もふんだんに盛り込まれており、彼の漫画に共通してみられる独自の作風が生かされている。

## 主な登場人物
ぱんつくん
「あぱれるワールド」で一番頼りにされている男の子。純白のブリーフパンツ。何かを閃いたときには、手を「パン」とたたき、ピースサインで「2(ツー)」、OKサインで「まる」、そして「みえ」でギャグをとばす。必殺技は「わんつーぱんち」、別名「12(いちに)ぱんち」。また、パンツの前の穴や股の横から何かを出す「せんたくけんぽう」を得意とする。ちなみに、ぱんつくんの中には、まつたけ、フランクフルト、お稲荷さん、なめこ、ポテトチップコンソメ味、中古マンション、少年ジャンプ、夢や希望などが入っている。後述のふりるちゃん、とらんくすくんとは「なかよし三枚組」である。
ふりるちゃん
「あぱれるワールド」のアイドル的存在の女の子。赤色のフリフリがついたピンクのパンティ。ぱんつくんに好意を抱き、とらんくすくんのアタックには半ば呆れている。
とらんくすくん
ちょっと頼りない、青色のボクサーパンツの男の子。ぱんつくんに憧れ、ふりるちゃんに好意を抱いている。
ふんどし先生
ぱんつくんの師匠で「せんたくけんぽう」の使い手であるふんどし。普段は白色であるが、怒ると頭に血が昇って赤色のふんどしになる。
でかぱんおやじ
おやじギャグが大好きな「でかパン」おやじ。滅多に面白いことは言わないが、たまにこじゃれたシャレをいい「ややうけ」される。奥さんの「ずろーすおばん」の尻に敷かれている。
わいしゃつりーまん
「しろえぷろんおくさん」と新婚ほやほやのワイシャツだが、この夏、ワンピースの「わんぴーこ」と浮気した。
かいすいぱんつ　たなかくん
水にぬれても大丈夫な海水パンツの男の子。1年3組。
らっぱずぼん　ふるおさん
ラップが得意なラッパズボン。ラップの文句は理解しがたい。
ゆかたせりのせんせい
あぱれるわーるどの夏祭り「あぱれるあっぱれまつり」の審査員である「ゆかた」。52歳。口癖は「おどりをなめたらいかんぜよ」
みーぐるーぷ
きばみー率いるいたずら集団の通称。その集団に所属するものは、名前の後ろに「みー」がついている。現在までに「みーぐるーぷ」の構成員は、きばみー含めて合計24人。
きばみー
「みーぐるーぷ」のリーダー。パンツの黄ばみをイメージしたキャラクター。ぱんつくんをライバル視している。きばを3回口ずさんでから攻撃を開始する。
しがみー
しがみつくのが特技。「からみー」と一緒に、洗濯機「 せんたっきー」の動力源である水車を動かなくした。
べすとひっとたかみー
みーぐるーぷのムードメーカーであり、「みーぐるーぷ」の歌を制作した。テレビ番組『新堂本兄弟』の1コーナーが由来。
かなあみー
上部に「いもうとのほう」、眼鏡をかけて「ときとう」という名札をつけている。デビルマンの不動明の変身シーンのように登場し、瞬時に金網の中に敵を閉じ込めることができる。足のくすぐりが苦手。
りょうみみー
遠くの音まで聞きとることができる、「ききみみー」と「じごくみみー」のペアの総称。
はやみー
ウサイン・ボルトよりも足が速く、それだけでプロ野球の入団テストに合格した経験を持つ。モデルは『巨人の星』に登場する速水譲次。
しんじつみー
真実しか言わない、真実の鏡。

## 作品リスト
1. らっきーくっきーせんたっきーのききーのまき
2. らっきーくっきーおまつりだいすきーのまき
3. らっきーくっきーすてきなぷれぜんとはりぼんつきーのまき